# 4213 Njord
4213 Njord (1987 ST4) là một tiểu hành tinh vành đai chính được phát hiện ngày 25 tháng 9 năm 1987 bởi Poul Jensen ở Brorfelde.